# Vitangelo Bisceglia
Vitangelo Bisceglia (Terlizzi, 30 novembre 1749 – Terlizzi, 14 ottobre 1817) è stato un botanico e agronomo italiano.
Per via dei suoi interessi in vari campi, è stato definito anche "uno spirito enciclopedico, l'onor delle Muse".

## Biografia
Vitangelo Bisceglia nacque a Terlizzi il 30 novembre 1749 da Francesco Bisceglia e Chiara Teresa Carnicella. Da piccolo mostrò una vivacità ed una intelligenza straordinarie che furono preludio dei futuri successi; all'età di quattordici anni vestì l'abito clericale e il vescovo dell'epoca, monsignor Orlandi, ne restò così colpito che affermò che Vitangelo sarebbe stato "un famoso birbone, o un letterato insigne"; intraprese studi di greco e latino, di francese, filosofia, matematica ed anatomia.
Riscosse ammirazione presso una vasta cerchia di studiosi del suo tempo, ed iniziò a portare i suoi insegnamenti a Terlizzi, quasi a voler rivitalizzare l'iniziativa dell'accademia istituita da Ferrante de Gemmis. All'età di 21 anni iniziò una corrispondenza epistolare con Antonio Genovesi le cui risposte sono stampate nel suo Libro delle lettere familiari. Le lettere di Genovesi a Bisceglia venivano intestate alla nobildonna Donna Orsola Garappa di Monopoli, allieva di Vitangelo Bisceglia e consorte di Michele Lioy di Terlizzi.
Andò, poi, in Calabria per istruire le figlie della principessa Motta Ruffo di Calabria, stretta parente del cardinale Fabrizio Ruffo e successivamente nel 1776 si laureò in entrambi i diritti a Napoli.
Nel 1783 accolse l'invito del rettore Gioacchino de Gemmis divenendo suo vicario nonché docente dell'Università degli Studi di Altamura, dove già insegnava fisica Luca de Samuele Cagnazzi e il de Gemmis fu molto contento della sua opera di riorganizzazione delle cattedre; in seguito, dopo la pubblicazione del suo primo saggio della scienza giuridica in difesa delle prerogative giurisdizionali della cattedrale di Altamura contro le pretese del vescovo di Gravina, Bisceglia ottenne numerose proposte di promozioni a sedi vescovili che rifiutò per proseguire gli studi di botanica (che aveva studiato e di cui si era appassionato grazie a Vincenzo Petagna), pubblicando, in collaborazione con il celebre botanico Vincenzo Petagna, una Memoria sulle cause del tetano e scrivendo anche opere di filosofia, economia, botanica ed agricoltura, nonché due brevi saggi di storiografia locale spingendosi addirittura con le sue considerazioni fino alla preistoria.
Contribuì alla redazione della cronaca dei tragici avvenimenti della Rivoluzione altamurana del 1799 con l'opera Memorie storiche di Altamura dal gennaio al maggio 1799, trovandosi in quel tempo moderatore della locale università. Scrisse numerose Orazioni, elogi funebri pronunziati nella cattedrale di Terlizzi in particolari circostanze, come la morte di personaggi eccellenti o avvenimenti celebrativi di natura politica.
Come detto, mostrò anche di essere un valente giurista e storico, nell'annosa disputa con il vescovo di Gravina sui privilegi della cattedrale di Altamura e sul suo "regio patronato", ossia il suo essere soggetto solo al re. Dimostrò, infatti, che i privilegi e l'esenzione dalle tasse di cui godeva la cattedrale di Altamura erano giuridicamente validi e fondati sulla legge del regno. Diede alle stampe anche un'opera in cui esponeva le sue ricerche e che fu molto ben accolta, specie nella città di Altamura, risalendo con la sua ricerca fino ai diplomi di Federico II di Svevia.
Fu anche membro dell'Accademia dei Forti di Roma, dell'Accademia dei Georgofili di Firenze, del Reale Istituto d'Incoraggiamento di Napoli e di numerose altre accademie. Morì a Terlizzi il 14 ottobre 1817, colpito dalla gotta.

## Opere
- Discorso meteorologico-campestre sull'anno 1793, in Opuscoli scelti sulle scienze e sulle arti, vol. 17, 1794,  pp. 73-91.
- Difesa dei dritti e prerogative della real chiesa di Altamura contro le pretensioni del Vescovo di Gravina, Altamura, 7 maggio 1795[6]
- Relazione su esperienze fatte circa la semina e la cultura del frumento (1796)[7]
- Memoria agraria in forma di lettera scritta dal Cantore D. Vito Angelo Bisceglia all'Arcidiacono Luca Cagnazzi, in Giornale letterario di Napoli, Napoli, Michele Morelli, 1797.
- Articolo di lettera scritto dal Cantore D. Vito Bisceglia Vicario Generale di Altamura e socio dei Georgofili a D. Antonio Mazzeo Parroco in San Martino di Calabria Ultra, in Giornale letterario di Napoli, Napoli, Michele Morelli, 1798.
- Alla scoperta delle cause che procurano il tetano e il torcimento di collo delle pecore
- Catalogo sulle piante tintorie della provincia di Bari
- Del moto spontaneo degli ulivi
- Sulle malattie delle piante cereali
- Sulla degenerazione del frumento
- Di un asfodelo solstiziale
- Sulla coltura del cotone
- Sulle piante utili
- La flora della Provincia di Bari
- Erbario
- Memorie apologetiche critico-storiche della città di Terlizzi
- Giancarlo Berarducci e Vitangelo Bisceglia, Cronache dei fatti del 1799 - Memorie storiche di Altamura dal gennaio al maggio 1799 (PDF), a cura di Giuseppe Ceci, Bari, 1900. URL consultato il 20 ottobre 2019 (archiviato dall'url originale il 20 ottobre 2019).